# Isabel Wolmar
Maria Isabel Marques Silva (Lisboa, 21 de março de 1933 — 21 de julho de 2019), conhecida por Isabel Wolmar, foi artista portuguesa, mais conhecida do grande público por ter trabalhado para a rádio e para o audiovisual nas décadas de '50, ‘60 e ‘70. Depois de uma grande carreira na rádio, entra para a RTP em 1961 como locutora, locutora de continuidade e apresentadora de televisão. Em 1962 torna-se repórter e pivot do Telejornal e mais tarde, nos anos '70 e '80 torna-se produtora. Sai da RTP em 1989 mas regressa várias vezes nos anos '90 para participar em vários programas de televisão. Foi dobradora de desenhos animados pela Novaga e em 1995 apresenta o primeiro talk-show  em Portugal baseado em histórias de vida, chamado 'A Minha Vida Dava Um Filme'. Nos últimos anos de vida destacou-se na área da literatura.

## Vida pessoal

### Família e primeiros anos
Nasce em Lisboa, a 23 de março de 1933 no seio de uma família ligada ao espetáculo e às artes. É bisneta da actriz Jesuína Marques via materna. O avô paterno era inglês, foi arquiteto e pintor e era filho de um médico. O pai, Norberto Wolmar Silva (01/12/1909-1993/94), foi um renomado homem da música, nasceu em Portugal mas tinha nacionalidade britânica. Em casa dos pais de Isabel, na rua Eça de Queiroz (freguesia do Coração de Jesus, atual freguesia de Santo António) faziam-se frequentemente tertúlias com atores, dramaturgos, poetas, músicos, etc, como Paulo Alexandre, Nuno de Almeida, Maria de Lourdes Resende, António Calvário, Simone de Oliveira, Madalena Iglésias. Norberto começou a acompanhar estes artistas desde cedo, conciliando a carreira de compositor, pianista e professor de música e canto coral (no Colégio Moderno) com a que tinha no Diário de Notícias, na altura ainda empregado de escritório. Em muitos dos serões em família, as crianças eram incentivadas com música, canto e até pequenas representações e faz de conta. Wolmar Silva tinha um gosto curioso por aeromodelismo, tendo aviões em miniatura feitos por si e à escala. Tinha relações próximas com o Ministério do Ar, que o contactava para saber que tipo de avião teria estado em determinada batalha. Chegou a ser condecorado pela sua coleção e doou o seu espólio ao Museu do Ar. Isabel recorda como o seu pai era encantador, um gentleman, porém frio, típico dos britânicos. Admitiu só ter aceite essa sua forma de ser mais tarde, na sua vida. Já a mãe, Maria de Lourdes, era o oposto, calorosa, bastante intuitiva e de quem guarda um carinho e saudade imensos. Um dos seus tios era professor pianista no Conservatório e outro era violinista. Teve uma tia que cantou no Teatro alla Scala, em Milão e era professora de canto. Era prima do ator Luís Zagallo. Em pequena, Isabel era conhecida por ser solitária, tímida e gostar de ler.  
A seguir a si, o casal Wolmar teve mais três filhos: Maria Helena, que fez parte dos Parodiantes de Lisboa e ganhou vários prémios na locução de publicidade, Fernando Vítor, que em pequeno faz peças como Senhora das Brancas Mãos, no Teatro Nacional, e contracena com Maria José e Amélia Rey Colaço. E finalmente Maria Fernanda, esta última também conhecida por Popy. A irmã mais nova cantou na Emissora Nacional sob o nome de Maria Wolmar, fazendo parte do trio 'As Três Marias', juntamente com Maria Margarida e Maria Helena, a que mais tarde se junta a própria Isabel. Popy faleceu poucos meses depois de dar à luz, em finais de 1974, vítima de doença prolongada, e três meses depois foi a vez da mãe. O livro A História da Gatinha Miau Miau, da autoria de Isabel, é dedicado a ambas. Desde pequena que sempre teve pressentimentos, deja vús e sonhos premonitórios, relatando isso em várias entrevistas. Admitia acreditar na reencarnação, na vida para além da morte, e em espiritismo no geral baseado em muito do que já viveu. Na sua juventude, Wolmar foi modelo durante algum tempo graças ao seu gosto claro por moda, já que ao longo da sua vida mudou variadas vezes de estilo, penteado e cor de cabelo. A sua apresentação visual dava regularmente nas vistas e ganhou um gosto particular por chapéus, tendo chegado a ter cerca de quarenta. 
Desde cedo que Isabel se interessou por política muito graças ao seu professor do Colégio Moderno João Soares, pai de Mário Soares, também diretor daquela instituição. Aos 22 anos foi controlada pela PIDE durante um mês por ter pedido passaporte para ir ao casamento de uma prima a Casablanca, em Marrocos. Em plena primavera marcelista (1969) recusa-se a apoiar a Ação Nacional Popular (antiga União Nacional) e apoia publicamente a Convergência Monárquica. Graças a este posicionamento político e ideológico admitia ter tido algumas dificuldades ainda durante o Estado Novo e mais tarde com o 25 de Abril e o PREC, tanto pessoal como profissionalmente. Correu o risco de ser despedida da RTP ao ter apoiado a Convergência Monárquica e só não foi devido a nomes influentes como os repórteres condecorados Neves da Costa e Serra Fernandes ou mesmo Américo Tomás, o Presidente da República. Após o 25 de Abril, foi convidada para militar no Partido Socialista, que recusa pois considerava-se monárquica por convicção mesmo sabendo que isso não lhe traria vantagem. Apesar de ter estado em manifestações junto com Ary dos Santos, Carlos Avilez e de ter muitos amigos comunistas, desencanta-se com o rumo da revolução e com a atitude de vários colegas no trabalho. Chega a ser militante do PPM.

### Relacionamentos
Como figura pública, Isabel Wolmar acabou por ter vários pretendentes ao longo da sua vida, de ambos os sexos, e com eles algumas histórias inusitadas. Chegou mesmo a ter a sua vida e segurança pessoal sob risco devido a algumas perseguições. Colocou sempre o seu trabalho em primeiro lugar mas admitia que isso nunca foi o principal elemento prejudicial. O que não teve foi sorte no amor. Foi casada mas nunca pôde ter filhos, embora dizendo claramente que adorava crianças. Tentou vários tratamentos de fertilidade, mas sem efeito. 
Na sua infância e adolescência, teve vários amores desencontrados. Numa das suas primeiras relações, Isabel teve um namoro com um rapaz muito possessivo que saberia que se continuassem juntos, deixaria de ser dona de si. Além disso, tanto ele como a família queriam muito que houvesse filhos. Por não poder ter filhos, Isabel decide terminar a relação, causando um grande desgosto ao rapaz. Anos mais tarde, já casado, Isabel encontra-o e descobre que ele também era estéril.  Antes do seu casamento, Isabel Wolmar teve um relacionamento com um homem que termina graças a interferências externas. Quando se voltam a encontrar, Isabel já era casada, e ao perceber que não seria correspondido, o homem acaba por se suicidar dois meses depois de lhe ter feito uma declaração por carta. Mesmo o seu casamento foi conturbado e viveu vários anos separada do marido, que era padrinho da sua irmã Fernanda. Isabel tinha 25 anos na altura mas só se casam três anos depois, na Basílica da Estrela, em 1961. O seu marido tinha mais dezoito anos que si: admitia gostar de homens diferentes da sua geração ou faixa etária, muito graças à falta de carinho que sentiu do pai. Poucos anos depois vem a descobrir uma série de situações que a deixaram desgostosa, como o facto dele se ter casado consigo por ser uma figura pública. Admitiu que a sua vida começa a correr realmente mal após ter despedido uma empregada muito ligada à sua sogra que fazia vudu em casa e mais tarde, se ter separado do marido. Ainda sugeriu ao marido mudarem de casa mas a relação estava praticamente terminada. Alugam uma casa juntos noutra zona de Lisboa, casa de Isabel mesmo separada, mas ele nunca lá chegou a morar consigo. Depois de saber que o marido tinha desenvolvido um interesse romântico por um amigo de famíla, Isabel decide finalmente dar ouvidos à sua mãe e separa-se do marido em setembro de 1964. Em fevereiro de 1965, quando fica em coma devido ao seu primeiro acidente automóvel, o ainda marido de Wolmar decide visitá-la ao hospital mas é impedido pela mãe. Chegou a ter conversas particulares com o cardeal patriarca de Lisboa de então, D. António Ribeiro, que lhe confidenciou haver por parte do marido evidências de pedofilia, anteriores ao casamento, e que isso justificaria uma anulação se quisesse. Wolmar recusa a anulação em si, devido a um provável escândalo e embaraço públicos. O mundo das artes e do espetáculo é relativamente pequeno e tudo se sabe com facilidade, especialmente naquela altura. O divórcio só se consuma após o 25 de Abril de 1974. No livro dedicado a si diz claramente não gostar muito de falar nesta fase da sua vida.
Durante muito tempo não se quis envolver com mais ninguém mas com pouco mais de 40 anos de idade acabou por ter um relacionamento com um homem muito mais novo, de 27 anos. Foi produtor de música numa editora e depois codiretor numa agência de publicidade. A relação durou 12 anos mas nunca se casaram apesar de terem tido a cerimónia marcada. Ajudou-a nos seus tempos de maior dificuldade como quando foi a morte da sua irmã mais nova e da mãe e passaram juntos momentos de privação económica após terem ficado quase sem nada, no seguimento de um assalto à sua casa em 1975. A relação era cúmplice e muito divertida mas a quinze dias do casamento, e depois de uma grave situação de ciúmes, Isabel decide não se casar e apenas morarem juntos na sua casa. Admitia ter deixado de fazer muita coisa graças aos seus ciúmes.

### Formação
Isabel Wolmar e os irmãos frequentaram o Colégio Parisiense e depois o Colégio Moderno, onde o pai era professor, como dito anteriormente. Ia seguir economia mas dois anos depois desiste e vai para línguas, onde se formou em inglês, francês, italiano e espanhol. Tirou a carta de condução com 27 anos de idade, tendo tido inclusive uma mulher como instrutora. Estudou na Alliance Française, no Instituto Italiano e ainda andou dois anos no Instituto Alemão. Relativamente ao inglês, andou na escola de línguas Berlitz e mais tarde completou os seus estudos no American Language Institute quando já se encontrava a trabalhar na RTP. Já nos anos 90 frequentou o curso de Antropologia.

### Saúde
Com 19 anos de idade, sofreu uma peritonite que a impediu de ter filhos, já mencionado anteriormente, e em fevereiro de 1965 tem o seu primeiro acidente automóvel grave que a fez ficar quinze dias em coma no Hospital de Santa Maria. Ambas estas situações lhe fizeram ter experiências de quase-morte (foi mesmo dada como clínicamente morta no pós-operatório), que acaba por relatar com mais pormenor no seu livro e em várias entrevistas e programas de televisão. Chega a comentar o assunto com Steven Spielberg, quando o entrevistou em 1977, por altura da estreia de Encontros Imediatos de Terceiro Grau pois reconheceu no tema e nas figuras do filme muito do que tinha passado. A 28 de fevereiro de 1969 tem o seu segundo acidente automóvel, horas depois de ter ocorrido o maior sismo do século em Portugal. É hospitalizada na Cruz Vermelha e tem uma recuperação lenta e dolorosa, ao ponto ter estado três meses sem conseguir dormir, praticamente. Consumida pelo cansaço e sofrimento, chegou mesmo a tentar o suicídio mas arrependeu-se bastante de ter tido aquela vontade. Já anos antes, ainda estava casada, tinha tentado o mesmo com o seu automóvel. O seu feitio e personalidades mudaram graças a este segundo acidente e à privação de sono que teve e foi-lhe sugerido fazer a cura do sono, que recusa, ultrapassando completamente sozinha aqueles disturbios. Isabel dizia não gostar normalmente de conduzir mas ter um gosto especial por ralis e treinava num descampado ao lado de sua casa, onde fazia «piões espetaculares». Ironicamente, os graves acidentes automóveis que teve foi enquanto estava parada. Travou ainda uma luta contra um cancro da mama em 1997, doença que já tinha tido a sua mãe quando era nova. Isabel passou a falar da doença como forma de sensibilizar outras mulheres para a situação. Apesar das complicações de saúde que teve ao longo da sua vida, nunca deixou de ter sentido de humor sendo conhecida por pregar partidas aos colegas de trabalho e era muito elogiada pela sua aparência jovial, vivacidade e boa disposição, atributos reconhecidos e que inspiraram o título da sua biografia. Por recomendações médicas, desde que tem renite que passou a usar chapéus, tanto de verão como de inverno, tendo acabado por se tornar uma marca de moda sua.

## Vida artística e profissional
Os aspetos artísticos e profissionais de Isabel Wolmar eram de tal forma variados e complementares que se torna difícil dividir por áreas. Isabel admitiu que a representação e a rádio foram sempre a sua paixão, tendo algumas saudades destas duas artes, mas dizia não viver demasiado esse sentimento. Preferia a rádio à televisão, sendo a primeira mais intimista para com o ouvinte e porque na época em que mais fez televisão, esta ser caracterizada por uma postura demasiado séria. Foi sempre incentivada a seguir a área da representação, quer fosse na rádio, na televisão ou no palco, por Manuel Lereno e por Amélia Rey Colaço mas acabou por escolher desafiar-se e pela estabilidade que um contrato de exclusividade na RTP lhe deu face à incerteza do mundo do teatro.

### Representação e rádio
Com apenas sete anos de idade, Isabel e os seus outros três irmãos, conhecidos como os irmãos Marques Silva, são levados pelo seu professor e mestre de teatro Manuel Lereno para as emissões infantis do RCP, cujas instalações eram na Parede. Lereno era um grande declamador, poeta e ator e também foi professor de nomes como Carmen Dolores. Nessa altura, faz uma espécie de magazine com Paulo Alexandre e Catarina Avelar. Mais tarde, com dez anos, passam para as emissões infantis da, então, Emissora Nacional, com Madalena Patacho, onde continuavam a cantar e interpretar. Integra o Centro de Interpretação de Artistas da Rádio, com Motta Pereira, que lançou também nomes como Madalena Iglésias, Simone de Oliveira, Maria do Espírito Santo, Maria Marise, Artur Garcia, etc. No teatro radiofónico, primeiro sob o comando de Virgínia Vitorino e depois de Álvaro Benamor, Isabel admitiu ter feito «de tudo» nessa área, incluindo radionovelas, recitais e, até, vozes de rapazes para alguns desses conteúdos.  
Sob direção de Lereno, e no contexto da Mocidade Portuguesa, a jovem Isabel Wolmar participa em vários autos de Gil Vicente, em El Rei Seleuco, de Camões, Guerras do Alecrim e da Manjerona, de António José da Silva, e Shakespeare, como Os Dois Cavaleiros de Verona. Ainda antes de entrar na televisão, foi dirigida por Varela Silva, por exemplo na peça Amanhã Há Récita, onde contracena com Henrique Viana. Com Gino Saviotti, do Instituto Italiano de Lisboa, no Teatro-Estúdio do Salitre faz a peça O Homem da Flor na Boca, de Luigi Pirandello. Com quinze ou dezasseis anos de idade faz o papel principal em Úrsula Mirouët, a convite de Álvaro Benamor e na impossibilidade de Carmen Dolores o poder fazer. Com 23 anos faz o papel principal na peça ‘Amanhã Será Tarde’ de Ary dos Santos e com encenação de Carlos Avillez. É ainda dirigida por Luís Zagallo, seu primo, e é convidada por Nuno Fradique para participar em sketches ao vivo no programa de rádio Serão para Trabalhadores. Entra no programa Teatro das Comédias, da Emissora Nacional, cujo responsável era Benamor. 
Faz programas em direto e de cabine. Na Rádio Renascença fez o programa ‘Tic Tac’ com Fernando Almeida, e, de volta à Emissora Nacional faz com ele Ouvindo as Estrelas onde chegou a ter de improvisar como DJ. Faz o programa de rádio chamado ‘Poesia, Música e Sonho’ com Manuel Lereno e sob comando do poeta Manuel Trigueiros. Wolmar e Lereno fazem vários recitais pelo país, com este programa. No RCP faz a locução de vários outros programas como ‘A Onda do Optimismo’, de Artur Agostinho através da sua empresa SONARTE, com Jorge Alves, Fialho Gouveia e Gomes Ferreira. Primeiro apresenta o programa no emissor do Porto, em Miramar, e depois para onda média, já para todo o país. Enquanto esteve nos estúdios do Porto, tendo por vezes a companhia de Gomes Ferreira, Isabel estava no ar entre as 07h e as 10h. Recorda como em seis/sete meses faz um inquérito para perceber a faixa etária de cada meia hora por forma a diversificar a oferta musical e cultural para cada grupo, anteriormente só dominado por folclore e música regional. Passa óperas como Madame Butterfly e La Traviata, fazendo uma pequena sinopse para os ouvintes e recebe vários elogios e cartas de ouvintes pedindo-lhe para as passar novamente. Sempre que passava música na rádio, referia ter o cuidado de passar faixas menos conhecidas de um determinado artista, colocando para segundo plano as faixas mais populares. O seu gosto por ir procurar o menos conhecido para diversificar a oferta faz com que receba informalmente uma cassete de música gravada, para poder opinar, pelas mãos de um daqueles que viria a formar o Quarteto 1111. A sua forma original de trabalhar também se reflete quando passa para a onda média, ainda sob o mesmo programa. Ainda com A Onda do Optimismo, e por ocasião da popularidade crescente dos filmes 007, lança a rúbrica 007 Ordem para Cozinhar, recebendo milhares de cartas com variadas receitas, vindas de todo o país. 
Também na RCP faz Passatempo Pac e apresenta 'Arco-Íris', de Francisco Mata e Jorge Alves, programa que ganhou vários prémios de Melhor Programa de Entretenimento. Arco-Íris ia para o ar aos domingos ao almoço e era apresentado a pares: Isabel Wolmar/Fernando Pessa e Maria Leonor/Raúl Solnado eram as vozes que os portugueses ouviam. Wolmar já referiu várias vezes o carinho, admiração e o quanto aprendeu sobre rádio com Pessa. Foi inclusive graças ao histórico jornalista português que ganha gosto por andar a cavalo e visita o Jockey Club no Reino Unido, a maior organização britânica de corridas de cavalos . Trabalha ainda com nomes como Fialho Gouveia, Costinha, Manuel Caetano, Cândido Mota, Paulo Renato, Rogério Paulo, Ruy de Carvalho, Laura Alves, Josefina Silva e António Silva. Foi também no RCP que fez o programa Lendas e Narrativas, de Gentil Marques e passa depois para radionovelas como Algemas de Seda, A Quinta dos Cedros (algumas das suas primeiras vilãs, que o público recebe com algum choque) e Hora Colgate-Palmolive, bastante popular na época, onde se junta com Carmen Dolores, Paulo Renato, Rogério Paulo e Alves da Costa. A rádio tinha um papel preponderante na sociedade portuguesa das décadas de '40 e '50, juntavam-se frequentemente multidões para assistir aos programas em direto e os atores das radionovelas eram nomes bastante conhecidos. Algumas radionovelas foram da autoria de Maria Helena Bramão. Em As Meninas da Fonte da Bica é Cândida, par romântico com Ruy de Carvalho, que se estreia na rádio. É neste género de representação que Wolmar dá os seus passos na escrita, ao ter sido convidada pelo diretor José Gamboa a escrever e adaptá-los dos originais mexicanos.
O seu primeiro contacto com o grande ecrã dá-se ao protagonizar com Rui Luiz a primeira peça de teatro televisivo infantil, o conto A Carochinha e o João Ratão, de Noel de Arriaga com música do seu próprio pai. Mais tarde dá a voz ao mesmo conto mas adaptado a fantoche. Uma das famosas frases desta história é ‘Quem quer casar com a Carochinha, que é tão bondosa e bonitinha?’, contribuindo mais uma vez para a sua voz ficar no ouvido dos portugueses. No mesmo dia em que assina contrato de exclusividade com a RTP, não podendo mais fazer publicidade e rádio, recebe logo a seguir um convite de Raul de Carvalho em nome de Amélia Rey Colaço do Teatro Nacional D. Maria II para fazer o papel principal da peça 'Miss Julie' de August Strindberg, algo que a deixou bastante triste pois teve de recusar. O papel acabou, assim, por ser atribuído a Lourdes Norberto.
No teatro adulto, em 1968, Isabel chega a mostrar os seus dotes de bailarina, numa peça teatral onde também participou Manuel Caetano, irmão de Marcello Caetano. Com ele ainda faz O Soldadinho de Chumbo, de Adolfo Simões Müller. Dos telefilmes e peças de teleteatro que fez podem-se destacar também “O Monstro de Oiro” (1959), com Carlos José Teixeira, “Escreve-me” (1964), com Carlos Cruz e Isabel de Castro, ou 'A Sapateira Prodigiosa' (1968), com Amália Rodrigues e Barreto Poeira como protagonistas. Em O Ídolo de Ouro faz par romântico com Carlos José Teixeira e participa em vários programas infantis.
Em 1991 fazia pequenas intervenções na Rádio Comercial, Rádio Renascença e Rádio Cidade, onde fazia de porta-voz do hipermercado Jumbo de Alfragide. Em 1994 volta aos palcos a convite de Filipe La Fèria para participar em Cabaret, espetáculo de humor e música que estreou no Teatro Politeama para a RTP. A sua personagem é uma locutora e bilheteira maluca, com uns gritos histéricos mas que admitiu ter sido muito divertido de fazer. Isabel quebrou assim um jejum no teatro com mais de trinta anos. Em 2008 tem a oportunidade de viajar por todo o continente e ilhas com a peça de teatro Boeing-Boeing, com Tozé Martinho.

### Teatro
| Ano  | Título               | Companhia/ Grupo            | Ref.    |
| ---- | -------------------- | --------------------------- | ------- |
| 1957 | Amanhã há récita     | Sociedade Guilherme Cossoul | [ 113 ] |
| 1958 | Se amanhã fosse hoje |                             | [ 113 ] |

### Cinema
Aos catorze anos de idade, participa no filme Vendaval Maravilhoso, que retrata a vida de Castro Alves e tem Amália Rodrigues como uma das atrizes principais. Por essa altura, e acompanhada pela sua avó, foi também auscultada pelo cineasta Manuel Guimarães para participar no seu próximo filme mas a família recusa devido à idade e ter de continuar os estudos. Participa também em Sol E Toiros (1949). Em 1976 faz o papel principal no filme Solidão Povoada, de Óscar Alves. O filme, de temática LGBT é exibido no Queer Lisboa - Festival de Cinema Gay e Lésbico na 11ª e na 12ª edições, premiado na Turquia. Contracenou com Domingos Oliveira, Carla Tuly e Fernando Silva.

### Música
Além dos já mencionados recitais, Isabel Wolmar estudou canto e deu a sua voz em festas particulares e eventos públicos, incentivada principalmente pelo seu pai pois admitia nunca ter gostado muito de cantar em público. Entra para o grupo musical As Três Marias, depois de duas delas terem casado e saído, juntamente com a sua irmã Maria Fernanda Wolmar. O grupo manteve-se até Maria Fernanda se casar e ir para Moçambique. É participante nas duas primeiras emissões do Festival da Canção Portuguesa, feitos pela Emissora Nacional, em 1958 e 1960. Este formato deu mais tarde origem ao conhecido Festival RTP da Canção. A música com que participou no primeiro programa, 'Viela, é da autoria de Wolmar Silva e com letra da sua avó paterna, Maria Pimentel Silva. A segunda música, intitulada ‘O Estoril é Você’, também da autoria do seu pai e com versos do seu professor Manuel Lereno, é lançada em disco. Como entrevistada no programa Parabéns, de Herman José, Isabel é convidada a cantar justamente essa música, de que o humorista tanto gosta. A nível comercial, além desta última música, Wolmar tem ainda as músicas Ponto Final (1950), letra de Jerónimo Bragança e música do seu pai, Olhos Azuis, de Manuel Paião e Eduardo Damas e Sempre que Sonho Contigo, letra de Lereno e música do seu pai.

### Televisão
É já com um grande currículo que ingressa formalmente no grande ecrã, na altura em que a televisão está a dar os primeiros passos em Portugal. Em maio de 1959, com 26 anos, é chamada para um casting pela mão de Rui Ferrão. Achando que se tratava de mais um teleteatro, Isabel só mais tarde se apercebe que era um concurso para locutora. Não achava que tinha perfil para locução, ficava muito nervosa com a câmara à sua frente e era muito tímida, o que por vezes alguns confundiam até com antipatia. Artur Ramos contacta-a para a informar de que passou no teste mas Isabel recusa a oportunidade mesmo depois deste lhe ter perguntado 'Mas você não quer ser a princesa da televisão?'. O trabalho ficou então para Maria Helena Fialho Gouveia mas com a sua saída, dois anos depois, Fialho Rico e Gomes Ferreira insistem em ter consigo Isabel, acabando nessa altura por aceitar. Por ser um ordenado mais estável e um desafio, torna-se assim a segunda locutora da RTP e, com efeito, da história da televisão em Portugal. Nesses primeiros anos fez novamente um pouco de tudo, aliando a sua maneira de ser prática e desenrascada com a inexperiência e poucos recursos da empresa. Apesar de ser um meio pequeno, foi uma época onde havia uma grande amizade e camaradagem. Wolmar admitiu, aliás, como era completamente diferente fazer televisão naquela altura relativamente aos dias de hoje. No seu primeiro ano, acabou por fazer quase tudo em simultâneo, desde ser apresentadora, reportagens, documentários, etc. Nessa época, e fora da televisão, só tinha os anúncios Colgate-Palmolive (que, aliás, escrevia e interpretava) e um programa da Philips com Henrique Mendes, tudo na RCP mas ainda arranjava tempo para estudar no Instituto Italiano. A locução de milhares de anúncios para a televisão, ao lado de nomes como Henrique Mendes, faz com que ambos recebam um prémio em 1965. A locução e apresentação de programas foram, de facto, o seu forte mas admitiu ter sido durante alguns anos a «bombeira de serviço» da RTP para todo o tipo de conteúdos. Inusitadamente, chega a tratar de contabilidade e admitiu até ter feito várias vezes as limpezas do espaço que ocupava. Aprendeu a fazer montagens de filmes para a televisão.
O segundo casting para locução em 1962 trazem para junto de Wolmar no grande ecrã Manuela Fonseca Bastos, Maria Fernanda e Maria Manuela Paulino, mãe de Nuno e Henrique Feist. O trabalho de locução de continuidade pressupunha abrir e fechar a emisão, anunciar tudo o que fosse acontecendo no canal, como dar continuidade aos programas, avarias técnicas e mesmo informar a hora das crianças irem para a cama. Mais liberta da locução, Isabel começa a fazer offs de documentários dada a sua experiência em rádio, e na área informativa torna-se pivot e juntamente com Manuela Paulino acabam por apresentar o Telejornal, onde aprendeu muito com Fernando Pessa. Era a voz e a cara que aparecia para mandar as crianças dormir, nessa época. O seu nome está também ligado ao Festival da Canção: depois de ter sido participante no Festival da Canção Portuguesa, como referido anteriormente, apresenta o novo programa Festival RTP da Canção em 1967 juntamente com Henrique Mendes. Posteriormente é várias vezes comentadora do mesmo.
Fez parte do grupo coral da RTP. Graças à televisão, conhece Roger Moore dos filmes 007 Missão Impossível e viaja com Neves da Costa e António Silva até Biarritz onde se encontram com a rainha Fabíola da Bélgica. Por ocasião da visita de André da Jugoslávia, participa também num baile de debutantes que ocorre na Penha Longa, em Sintra. Estiveram presentes portugueses de renome como Álvaro Salvação Barreto mas principalmente membros da aristocracia e da realeza europeia, como a infanta Pilar de Bourbón. A zona de Sintra-Cascais recebeu no pós II Guerra Mundial muitas personalidades da realeza europeia exilada e nessa altura, Isabel chegou a dançar com André. A popularidade e notoriedade de Isabel fizeram-na perder a timidez. Era conhecida em todo o lado no país e nas ex-colónias mas também em lugares inusitados como Gibraltar e mesmo em Espanha, onde chegou a ser entrevistada para a televisão espanhola e para um jornal. Nas ex-colónias e em tempo de guerra, Isabel era a voz e o rosto para muitos dos combatentes, era a madrinha de guerra para muitos deles. Recebia várias cartas e referia ter tido sempre o cuidado de responder a todos.  
Tal como mencionado acima, Isabel Wolmar não gostava muito de conduzir mas tinha um gosto particular por ralis e por fazer piões perto de sua casa, onde treinava. Numa época em que a RTP promoveu várias corridas, Wolmar arriscou participar, tendo ganhado vários prémios. Foi uma das primeiras mulheres que andou no Autódromo do Estoril em Fórmula 5 e chegou ironicamente a ser chamada de ‘açambarcadora de taças!’ por Ramalho Eanes, presidente da RTP da altura (1974-1975) e futuro Presidente da República. Consegue mesmo o primeiro lugar numa corrida feita no Algarve, organizada pela FNAT (atual INATEL), onde era quase sempre a única mulher. Sem grandes preconceitos ou receios, Wolmar já tinha arriscado também fazer o seu batismo de voo, com quase 19 anos de idade, na época em que poucas pessoas andavam de avião. Graças ao gosto do pai, tinha sido levada por ele e pelo aviador civil Luís Quintela a voar no D. Luís de Noronha, um modelo Cub. Fez o circuito Lisboa-Granja do Marquês (onde se situa a base aérea de Sintra) e gostou tanto que repetiu várias vezes no mesmo dia, tendo chegado a viajar num dos antigos e clássicos Tigers. Isabel causou tão boa impressão que foi convidada por Luís Quintela para tirar o brevet e ser copiloto numa Volta a Portugal de avião, o que recusa graças à peritonite.
Após o seu primeiro acidente automóvel, foi proibida pelos médicos de ter grandes luzes na sua cara durante algum tempo. Isabel tinha 33 anos de idade. Gostava de fazer jornalismo e de escrever (escreveu muito na rádio, por exemplo) mas decide retomar a atividade desta vez como produtora, uma área até então desconhecida para si, intervindo em várias facetas artísticas. Nesta nova área foi ensinada por Luís Andrade, pai da apresentadora Serenella Andrade, e pelo irmão deste, Vítor Manuel. Na parte musical de produção, destaque para o programa TOP2, dedicado ao rock e transmitido na RTP2, onde recebeu três prémios e para o programa 'Encontro Com, onde tem como convidados Luís Villas-Boas e Maria João Pires e descobre nomes como Silvestre Fonseca. Chega a ter o seu pai como solista num dos programas na falta do convidado pretendido, um pianista.
Depois de estagiar na cidade de Colónia, na estação WDR, em 1976 vem apresentar o programa de atualidades cinematográficas Telecinema, e teria Luís Andrade na realização, tudo a convite de Carlos Cruz, o diretor de programas na altura. Wolmar considerava que este tinha sido o seu trabalho mais gratificante na televisão. Nesta área tem a oportunidade entrevistar personalidades como Charles Bronson, Burt Lancaster, Bete Davis, Peter Ustinov, David Niven, Dalida, Gerard Depardieu, Marcelo Mastroianni, Catherine Deneuve, Steven Spielberg, entre outros. Em entrevista, Wolmar contou como conseguiu um exclusivo com Spielberg em 1977, por ocasião do seu filme Encontros Imediatos de Terceiro Grau, lançado em Portugal no ano seguinte, em 1978. Nessa entrevista, e em conversa particular, ambos falam um pouco da sua vida e Isabel admite ter já vivenciado parte do tema do filme, como referido atrás. Recorda com especial carinho esta entrevista, a entrevista e conversa que teve com Dalida e também a entrevista que fez ao bailarino Paul Winfield. É também graças ao Telecinema que viaja várias vezes pelo mundo, indo regularmente ao Poitiers Film Festival e chega a ir a San Diego. Chegou a ter de apresentar e realizar ao mesmo tempo esse seu programa.
Em 1980, José Cid ganhou o Festival da Canção e como produtora do programa, Isabel acompanha o cantor e o apresentador, Eládio Clímaco, a Haia, onde se fez o programa que celebrava os 25 anos da Eurovisão. Nessa edição, os apresentadores iam ao palco com o respetivo artista e Isabel teve de fazer a voz off para a emissão portuguesa. Como nunca tinha feito aquilo, e vendo o nervosismo da colega, Eládio oferece-lhe um mocho para dar sorte. Ganhou, assim, um gosto curioso por mochos, tendo atualmente 680 mochos em casa, todos diferentes entre si. Na vertente de colecionismo, Isabel coleciona caixas pequeninas, chegou a colecionar copos gravados, tendo tido cerca de 900 caixas de fósforos, tendo tido cerca de mil exemplares antes de as doar a outro colecionador.
Com Proença de Carvalho na administração da RTP e Maria Elisa como diretora de programas, Isabel Wolmar torna-se adjunta na área internacional dos programas recreativos, como filmes, documentários e desenhos animados. Parte destas suas novas funções incluía ir todos os anos à feira internacional de conteúdos televisivos, ao MIPTV de Cannes, para serem comprados e transmitidos em Portugal. As posições de destaque ocupadas por Maria Elisa e Wolmar fizeram com que ambas tivessem alguns dissabores iniciais, por serem duas mulheres. Wolmar ajuda diversas vezes Maria Elisa no seu trabalho e ambas se tornam próximas. Graças ao trabalho na produção, teve a oportunidade de aprender, conhecer muitas pessoas e viajar bastante. Visitou os estúdios da BBC, foi delegada da RTP em vários concursos e festivais internacionais e pertenceu ao juri do Festival Rosa D’Ouro de Montreux, recebendo em nome da estação pública os prémios que foram atribuídos aos programas Sabadabadu e Bethânia no Coliseu em 1982 e 1983, respetivamente. Em 1982, Isabel reuniu esforços com Maria Elisa (diretora de programas), com Luís Andrade e César de Oliveira para fazer um programa especial que justificasse competir para o Festival Rosa D'Ouro. O programa chamou-se Sabadabadu About Women, onde incluiu a Mãe Coragem, a Mulher Fatal (protagonizada por Rita Ribeiro) e a Fadista (com Magda Cardoso a fazer o papel de Severa). Vai para Montreux com César de Oliveira e o juri ficou de tal forma impressionado que Oliveira é convidado para ir trabalhar para a BBC. O famoso programa contava com nomes como Victor de Sousa, Ivone Silva, Camilo de Oliveira, Manuela Queiroz, Carlos Quintas e Carlos Cunha. Em 1981, chega a adiantar o seu próprio dinheiro como pagamento aos atores do Sabadabadu, numa altura em que a RTP não o pôde fazer devido a uma auditoria e mais ninguém se havia chegado à frente para resolver a situação. 1983 é o ano em que decidem levar para o festival o programa Bethânia no Coliseu, com Maria Bethânia a citar José Régio, conseguindo novamente uma Menção Honrosa. Nos dois anos seguintes apresentam Ney Matogrosso e Piazzolla mas sem prémios. Isabel ficou conhecida junto da RTP e dos jurados do festival como uma boa embaixadora de Portugal pela sua simpatia e forma de estar. Foi convidada por Carlos Pinto Coelho para diretora do departamento internacional e depois para diretora de programas mas recusa o primeiro por motivos pessoais e o segundo por ter visto como foi difícil a vida para Maria Elisa. Opta pela reforma em 1989 e frequenta dois anos do curso de Antropologia .
Nos anos '90 e 2000, Isabel é convidada para vários programas de televisão. É entrevistada por Herman José no programa Parabéns, onde o humorista lhe pede para cantar ao vivo a sua música O Estoril É Você. Contracenam juntos e ainda a vemos a improvisar a voz de Pit, em Pit, o Coelhinho Verde. Nesta entrevista, Herman admite que Isabel faz parte do seu imaginário televisivo desde muito cedo. Participa depois na série Sozinhos Em Casa, em 1994 e aparece em vários episódios de Cabaret, a convite de Filipe LaFéria. Em 1995 apresenta o primeiro talk-show português baseado em histórias de vida, chamado A Minha Vida Dava Um Filme. Este contava com testemunhos na primeira mão que depois eram comentados por uma psicóloga, um médico e um advogado. O diretor de programas da RTP da altura, Adriano Cerqueira faz apenas uma exigência para a realização do mesmo: que fosse apresentado por Isabel Wolmar. Apesar de ter prometido não regressar à televisão como apresentadora, e de inicialmente ter recusado o convite, acaba por aceitar. O formato do programa, que acaba por ser repetido na SIC com o programa Fátima Lopes, teve bastantes críticas por parte da opinião pública. A própria Isabel Wolmar apenas aceitou este desafio por ser acompanhada de profissionais credíveis e poderem dar conselhos úteis aos convidados, algo que não se viu nos programas semelhantes nos outros canais de televisão. Admitiu que o programa teve um tom bastante fatalista e gostaria de ter tido histórias alegres no mesmo. Dois anos depois, em 1997 vêmo-la em Antenas No Ar, da autoria de Júlio Isidro, seu amigo pessoal. Contracena ainda com Camilo de Oliveira no seu programa Camilo, O Pendura no episódio 12 'Há Cartas e Cartas' (2002). Em 2007 participa como locutora nos anos 60, na série Conta-me como foi. Já em 2010 é convidada a apresentar um dos programadas da série Há Conversa, da RTP Memória. No talkshow Herman 2011, ambos revisitam a paródia de A Minha Vida Dava Um Filme, ali chamado A Minha Vida Dava Um Festival de Cinema, apresentado por Isabel Godard.

### Dobragens
O seu nome dá um importante contributo na área das dobragens infantis, seja na produção, direção e representação em vários trabalhos. Isabel deu-se assim a conhecer a um novo público, hoje jovem adulto, que lhe reconhece a voz com relativa facilidade. Em O Regresso de Dartacão (1992) fez as vozes de Milady e da Rainha Ana de Áustria. Canta o genérico e dá a voz à personagem principal em Pit, o Coelhinho Verde. Em Sailor Moon (Navegante da Lua) foi multifacetada dando voz a uma boa parte dos inimigos como ainda a duas personagens regulares, as navegantes de Mercúrio e Saturno. Além de referir que gostou bastante de ambas as personagens, com ênfase na história dramática de Saturno, Isabel recorda com carinho como fez a diferença a uma criança em tratamentos no IPO ao ter imitado as vozes das suas personagens em Sailor Moon, fazendo-a começar finalmente a falar. Referiu mesmo que ficou conhecida pela menina como a Senhora das Luas e foi comprar os bonecos de Navegante da Lua para a criança.  Marca também presença em O Incrível Hulk, The Wild Thornberrys, Todos os Cães Merecem o Céu e Cavaleiros do Zodíaco, que não gostou particularmente pela sua violência. Dirige obras como Arrepios e Geokids, da National Geographic, com arranjo musical de Henrique Feist, cuja família é sua amiga pessoal. A contribuição de Feist foi aclamada pelos próprios norte-americanos, em comunicado.

### Literatura e últimos anos
Isabel Wolmar é reconhecida por grandes figuras da arte e da televisão em Portugal como Artur Agostinho, Eunice Muñoz, Ruy de Carvalho, Júlio Isidro, entre outros. Escreveu e entrevistou várias personalidades portuguesas para alguns jornais e revistas, como por exemplo, o Jornal de Notícias. Recebeu dois prémios da Imprensa e crítica. Mais recentemente, deu aso ao seu gosto especial por poesia, recintando poemas com alguma regularidade em espaços como a Casa Fernando Pessoa, Museu de Arqueologia, Sociedade de Geografia, etc. Graças à sua mestre e amiga Maria do Sameiro Barroso, foi incentivada a escrever este género de literatura e tem alguns poemas publicados, tanto em português como em espanhol. Ambas foram ao I Encuentro de Poesía Hispano-Marroqui, em Tetuán, em outubro de 2009 onde eram as únicas portuguesas, encontro esse que recordavam com muito carinho. Em abril de 2010 foi publicada uma antologia luso-brasileira com um poema seu, e na antologia Afectos: Mulher e Liberdade, da editora Labirinto, também tem trabalhos seus publicados. De entre alguns dos seus poemas temos Amor Encantado, Deixai os Poetas gritar o seu sonho e Amor Sagrado. O seu gosto por poesia e aptidão para crianças e jovens fez com que tivesse dinamizado muito da vida cultural em Alcobaça, tendo sido inclusive homenageada pela cidade. Nessa cidade, participou ativamente no Ano Inesiano de 2010 e 2011, tendo feito um levantamento sobre a vida de D. Pedro e D. Inês. Foi uma das figuras públicas que se posicionou publicamente contra o Novo Acordo Ortográfico.  
Nos últimos anos da sua vida, dedicou-se também à escrita para crianças, de quem sempre gostou muito. No final de 2010 lança na FNAC ‘A História da Gatinha Miau Miau’, com apresentação de Maria Barroso, sua amiga pessoal. Anunciou que em dezembro de 2017 seria lançado ‘A História do Cavalinho Branco’, entretanto adiado. Estes livros, cujo total valor das vendas reverte para ajudar crianças, vêm com um CD com a história contada e interpretada por si. No primeiro teve a participação de João Loy e da sua irmã Helena Wolmar. No segundo livro, Isabel demonstrou intenção de colocar o apresentador Júlio Isidro, seu amigo.
Wolmar contou que algumas vezes foi abordada para fazer uma biografia e que já havia tido mais que um contacto de Patrícia Costa Dias para um livro de temática semelhante. Relutante inicialmente, acaba por aceitar e assim nasce ‘A Vida Com Um Sorriso’, da Editora Ésquilo. Ao ser entrevistada por Maya, a apresentadora e taróloga reforça a mais-valia em existir uma biografia de Isabel.
Como figura pública jubilada, Isabel Wolmar era elogiada por grandes nomes da sociedade portuguesa das suas mais variadas origens. Aparecia como convidada em vários programas do daytime, mas também em lançamentos de livros, peças teatrais, comemorações ligadas à História da Televisão em Portugal ou em entrevistas, fossem elas sobre si ou sobre alguma outra figura pública que de alguma forma conhecesse pessoal ou profissionalmente. O seu grande e diversificado currículo fazem facilmente de si uma das grandes vedetas dos primeiros anos da televisão em Portugal, apesar de ter sempre recusado esses rótulos. Dizia que encarava tudo como um qualquer outro trabalho e quando entrou na RTP nem percebia o reconhecimento que as pessoas lhe davam, algo que a marcou profundamente. Admitia que a sua entrada no mundo televisivo não tinha sido o que mais queria em termos de carreira mas não se arrependia de nada.
Morreu a 21 de julho de 2019, com cerimónias na Igreja de S. João de Deus, na Praça de Londres seguido para câmara ardente no Cemitério do Alto de São João. Várias personalidades da vida portuguesa se manifestaram, a começar pelo próprio Presidente da República. Teve voto de pesar da Assembleia Municipal de Lisboa a 23 de julho do mesmo ano.
O programa Tributo Em Estúdio da RTP presta-lhe homenagem no episódio 11, transmitido a 29-11-2021 tendo tido como convidados a sua sobrinha Maria João Wolmar e o produtor Nunes Forte e considerada uma das 7 mulheres que marcaram a história da televisão portuguesa pela SIC Mulher.

## Prémios
Prémios provas de RALIS da RTP;
Menção honrosa de publicidade, pelos Prémios Bordalo da Casa da Imprensa (1962)
Prémio Bordalo da Casa da Impensa para Melhor Locutora-Apresentadora (1964)
Terceiro lugar no 1º festival do locutor de filme publicitário (1965) da Nacional Filmes
Prémio Televisão de melhor locutora, juntamente com Henrique Mendes (1963 e 1966)
| Precedido por Maria Fernanda e Henrique Mendes | Apresentadores do Festival RTP da Canção 1967 (com Henrique Mendes) | Sucedido por Maria Fernanda e Henrique Mendes |